# Campeonato Europeo Sub-16 de la UEFA 2000
El Campeonato Europeo Sub-16 de la UEFA 2000 se llevó a cabo en Israel del 1 al 14 de mayo y contó con la participación de 16 selecciones infantiles de Europa provenientes de una fase eliminatoria.
Portugal venció en la final a República Checa para conseguir su cuarto título continental de la categoría.

## Fase de grupos

### Grupo A
| País       | J | G | E | P | GF | GC | GD | Pts |
| ---------- | - | - | - | - | -- | -- | -- | --- |
| Rusia      | 3 | 3 | 0 | 0 | 8  | 3  | +5 | 9   |
| Portugal   | 3 | 2 | 0 | 1 | 4  | 3  | +1 | 6   |
| Irlanda    | 3 | 1 | 0 | 2 | 2  | 5  | -3 | 3   |
| Inglaterra | 3 | 0 | 0 | 3 | 4  | 7  | -3 | 0   |

| 1 de mayo de 2000 | Inglaterra               | 2 – 3   | Rusia                                            | Ashkelon Municipal, Ashkelon |  |
|                   | Bowditch 22' · Moore 25' | Reporte | O'Hanlon 3' (a.g.) · Mikadze 58' · Sheshukov 65' |                              |  |

| 1 de mayo de 2000 | Portugal  | 1 – 0   | Irlanda | Beersheva Municipal, Beersheba |  |
|                   | Nunes 15' | Reporte |         |                                |  |

| 3 de mayo de 2000 | Inglaterra | 1 – 2   | Portugal           | Ashdod Municipal, Ashdod |  |
|                   | Clark 64'  | Reporte | João Paiva 11' 48' |                          |  |

| 3 de mayo de 2000 | Rusia                              | 3 – 0   | Irlanda | Beersheva Municipal, Beersheba |  |
|                   | Kudryashov 42' 58' · Sheshukov 47' | Reporte |         |                                |  |

| 5 de mayo de 2000 | Irlanda                 | 2 – 1 | Inglaterra | Ashkelon Municipal, Ashkelon |  |
|                   | Fahey 5' · Thornton 11' |       | Chopra 47' |                              |  |

| 5 de mayo de 2000 | Rusia                          | 2 – 1   | Portugal   | Ashdod Municipal, Ashdod |  |
|                   | Kruglyakov 40' · Grigoryev 79' | Reporte | Toninho 2' |                          |  |

### Grupo B
| País            | J | G | E | P | GF | GC | GD | Pts |
| --------------- | - | - | - | - | -- | -- | -- | --- |
| República Checa | 3 | 2 | 1 | 0 | 12 | 6  | +6 | 7   |
| Eslovaquia      | 3 | 1 | 2 | 0 | 6  | 5  | +1 | 5   |
| Dinamarca       | 3 | 1 | 0 | 2 | 7  | 7  | 0  | 3   |
| Finlandia       | 3 | 0 | 1 | 2 | 7  | 14 | -7 | 1   |

| 1 de mayo de 2000 | República Checa           | 3 – 1 | Dinamarca  | Haberfeld Stadium, Rishon LeZion |  |
|                   | Jun 32' 60' · Svěrkoš 78' |       | Kamper 41' |                                  |  |

| 1 de mayo de 2000 | Eslovaquia               | 2 – 2   | Finlandia                  | Bat Yam Municipal Stadium, Bat Yam |  |
|                   | Sloboda 42' · Miklas 68' | Reporte | Kujala 20' · Weckström 78' |                                    |  |

| 3 de mayo de 2000 | República Checa | 2 – 2   | Eslovaquia                 | Haberfeld Stadium, Rishon LeZion |  |
|                   | Trojan 48' 69'  | Reporte | Jurko 49' · Strecansky 80' |                                  |  |

| 3 de mayo de 2000 | Dinamarca                                                       | 5 – 2   | Finlandia       | Lod Municipal Stadium, Lod |  |
|                   | Andersen 9' · Pedersen 11' · Kamper 44' · Holt 51' · Hansen 60' | Reporte | Sjölund 56' 63' |                            |  |

| 5 de mayo de 2000 | Finlandia                        | 3 – 7   | República Checa | Bat Yam Municipal Stadium, Bat Yam |  |
|                   | Sjölund 22' 24' · Scheweleff 42' | Reporte |                 |                                    |  |

| 5 de mayo de 2000 | Dinamarca    | 1 – 2   | Eslovaquia                 | Haberfeld Stadium, Rishon LeZion |  |
|                   | Pedersen 53' | Reporte | Krocko 73' · Kostoláni 79' |                                  |  |

### Grupo C
| País         | J | G | E | P | GF | GC | GD | Pts |
| ------------ | - | - | - | - | -- | -- | -- | --- |
| Alemania     | 3 | 2 | 1 | 0 | 7  | 3  | +4 | 7   |
| Países Bajos | 3 | 2 | 0 | 1 | 4  | 1  | +3 | 6   |
| Hungría      | 3 | 1 | 0 | 2 | 4  | 7  | -3 | 3   |
| Israel       | 3 | 0 | 1 | 2 | 3  | 7  | -4 | 1   |

| 1 de mayo de 2000 | Hungría        | 1 – 4   | Alemania                                   | Levita Stadium, Kfar Saba |  |
|                   | Rodenbücher 5' | Reporte | Schulz 11' · Krontiris 46' 57' · Wendt 76' |                           |  |

| 1 de mayo de 2000 | Israel | 0 – 2   | Países Bajos                | Herzliya Municipal Stadium, Herzliya |  |
|                   |        | Reporte | N'Kunku 35' · Huntelaar 78' |                                      |  |

| 3 de mayo de 2000 | Israel      | 1 – 3   | Hungría                           | Herzliya Municipal Stadium, Herzliya |  |
|                   | Abutbul 37' | Reporte | Horváth 11' 71' · Czvitkovics 72' |                                      |  |

| 3 de mayo de 2000 | Países Bajos | 0 – 1   | Alemania | Levita Stadium, Kfar Saba |  |
|                   | Schulz 61'   | Reporte |          |                           |  |

| 5 de mayo de 2000 | Alemania       | 2 – 2   | Israel          | Herzliya Municipal Stadium, Herzliya |  |
|                   | Kneißl 11' 52' | Reporte | Abutbul 55' 76' |                                      |  |

| 5 de mayo de 2000 | Países Bajos          | 2 – 0   | Hungría | Levita Stadium, Kfar Saba |  |
|                   | van Beukering 43' 55' | Reporte |         |                           |  |

### Grupo D
| País    | J | G | E | P | GF | GC | GD | Pts |
| ------- | - | - | - | - | -- | -- | -- | --- |
| Grecia  | 3 | 2 | 1 | 0 | 6  | 4  | +2 | 7   |
| España  | 3 | 2 | 0 | 1 | 9  | 4  | +5 | 6   |
| Polonia | 3 | 1 | 1 | 1 | 8  | 10 | -2 | 4   |
| Rumania | 3 | 0 | 0 | 3 | 0  | 5  | -5 | 0   |

| 1 de mayo de 2000 | España                                                   | 7 – 2   | Polonia              | Beit She'an Stadium, Beit Shean |                       |
|                   | Reyes 7' · Toché 40' · Pina 44' 52' · Alonso 50' 55' 68' | Reporte | Piotr Brożek 47' 51' | Árbitro(s): Meir Levi           | Árbitro(s): Meir Levi |

| 1 de mayo de 2000 | Rumania | 0 – 1   | Grecia           | Kiryat Eliezer Stadium, Haifa |  |
|                   |         | Reporte | Papadopoulos 34' |                               |  |

| 3 de mayo de 2000 | España   | 1 – 0   | Rumania | Nahariya Municipal Stadium, Nahariya |                           |
|                   | Toché 6' | Reporte |         | Árbitro(s): Igor Ischenko            | Árbitro(s): Igor Ischenko |

| 3 de mayo de 2000 | Polonia                                       | 3 – 3   | Grecia                             | Kiryat Eliezer Stadium, Haifa |  |
|                   | Pitkas 26' (a.g.) · Gregorek 33' · Wojcik 79' | Reporte | Goundoulakis 6' · Piperias 44' 59' |                               |  |

| 5 de mayo de 2000 | Grecia                           | 2 – 1   | España      | Beit She'an Stadium, Beit Shean |                       |
|                   | Katsaros 19' · Sarigiannidis 22' | Reporte | Carmelo 40' | Árbitro(s): Meir Levi           | Árbitro(s): Meir Levi |

| 5 de mayo de 2000 | Polonia                                         | 3 – 0   | Rumania | Ilut Stadium, Ilut |  |
|                   | Wrzesinski 5' · Paweł Brożek 53' · Gregorek 69' | Reporte |         |                    |  |

## Cuartos de final
| 8 de mayo de 2000 | Rusia | 0 – 3   | Países Bajos                                    | Haberfeld Stadium, Rishon LeZion |  |
|                   |       | Reporte | Huntelaar 9' · Heitinga 47' · van der Vaart 67' |                                  |  |

| 8 de mayo de 2000 | Alemania                                               | 1 – 1 (t. s.)(0 - 0 t. s.)(5 - 6 p.) | Portugal                                                                    | Lod Municipal Stadium, Lod |                         |
|                   | Kneißl 37'                                             | Reporte                              | Carlos Marques 33'                                                          | Árbitro(s): Mark Shield    | Árbitro(s): Mark Shield |
|                   |                                                        | Tiros desde el punto penal           |                                                                             |                            |                         |
|                   | Stoll · Cozza · Lehmann · Aischmann · Wingerter · Volz |                                      | João Paiva · Quaresma · Mário Carlos · Luís Afonso · André · Carlos Marques |                            |                         |

| 9 de mayo de 2000 | República Checa    | 2 – 0   | España | Herzliya Municipal Stadium, Herzliya |                              |
|                   | Rada 28' · Jun 80' | Reporte |        | Árbitro(s): Helmut Fleischer         | Árbitro(s): Helmut Fleischer |

| 9 de mayo de 2000 | Grecia                                      | 2 – 2 (t. s.)(0 - 0 t. s.)(4 - 2 p.) | Eslovaquia                            | Bat Yam Municipal Stadium, Bat Yam |  |
|                   | Simos 60' · Piperias 70'                    | Reporte                              | Sloboda 76' 80'                       |                                    |  |
|                   |                                             | Tiros desde el punto penal           |                                       |                                    |  |
|                   | Filippis · Papadopoulos · Pitkas · Piperias |                                      | Kostoláni · Sloboda · Krocko · Miklas |                                    |  |

## Semifinales
| 11 de mayo de 2000 | Países Bajos | 1 – 2 | República Checa        | Teddy Stadium, Jerusalem |  |
|                    | N'Kunku 68'  |       | Svěrkoš 11' · Rada 37' |                          |  |

| 11 de mayo de 2000 | Portugal                      | 2 – 1   | Grecia           | Teddy Stadium, Jerusalem     |                              |
|                    | Custódio 56' · Hugo Viana 59' | Reporte | Papadopoulos 52' | Árbitro(s): Helmut Fleischer | Árbitro(s): Helmut Fleischer |

## Tercer lugar
| 14 de mayo de 2000 | Países Bajos                                                                | 5 – 0   | Grecia | Ramat Gan Stadium, Ramat Gan |  |
|                    | van Beukering 10' 20' · Kofidis 22' (a.g.) · van der Vaart 50' · Jongen 80' | Reporte |        |                              |  |

### Final
| 14 de mayo de 2000 | República Checa | 1 – 2 (t. s.)(0 - 1 t. s.) | Portugal                | Ramat Gan Stadium, Ramat Gan                             |                                                          |
|                    | Jun 11'         | Reporte                    | Quaresma 65' (pen.) 91' | Asistencia: 950 espectadores Árbitro(s): Igorj Ishchenko | Asistencia: 950 espectadores Árbitro(s): Igorj Ishchenko |

## Campeón
| Eurocopa Sub-16 2000 |
| -------------------- |
| Bandera de Portugal  |
| Portugal 4º Título   |